# Cujo (Film)
Cujo ist die Verfilmung des gleichnamigen Romans von Stephen King. Er wurde 1983 gedreht.

## Handlung
Cujo, ein freundlicher und gelassener Bernhardiner, jagt ein wildes Kaninchen und steckt seinen Kopf in eine Höhle, wo ihn eine tollwütige Fledermaus in die Nase beißt. In der Zwischenzeit bringt die Familie Trenton – der Werbefachmann Vic, die Hausfrau Donna und ihr sensibler kleiner Sohn Tad – ihr Auto zur Reparatur in das ländliche Haus des Mechanikers Joe Camber, wo sie Cujo, das Haustier der Familie Camber, kennenlernen und sich gut mit ihm verstehen.
Donna bemerkt Cujos gebissene Nase, denkt sich aber nichts dabei. Später wird die Ehe von Vic und Donna auf die Probe gestellt, als Vic erfährt, dass Donna eine Affäre mit ihrem Ex-Freund aus der Highschool, Steve Kemp, hatte, während Vics Werbung für einen Werbespot für Müsli misslingt. Die ersten Anzeichen von Cujos Infektion treten auf, wie z. B. Empfindlichkeit gegenüber lauten Geräuschen und Reizbarkeit, obwohl niemand diese Veränderungen in seinem Verhalten bemerkt. Charity und Brett, Joes Frau und Sohn, verlassen das Haus für eine Woche, um Charitys Schwester Holly zu besuchen. Am Morgen ihrer Abreise beginnt das rasende Stadium der Infektion; obwohl Cujo Brett nicht angreift, dreht er bald völlig durch und tötet den alkoholkranken Nachbarn der Cambers, Gary Pervier. Kurz darauf geht Joe zu Garys Haus und findet ihn tot vor. Dann versucht er, die Behörden zu verständigen, bevor Cujo auftaucht und ihn angreift.
Vic verlässt die Stadt auf einer Geschäftsreise, während Donna und Tad zum Haus der Cambers zurückkehren, um weitere Autoreparaturen durchzuführen. Cujo greift sie an, und sie sind gezwungen, in ihrem Ford Pinto Schutz zu suchen. Donna versucht, nach Hause zu fahren, aber die Lichtmaschine des Wagens stirbt ab und die beiden sind im Wagen eingeschlossen. Die heiße Sonne macht die Bedingungen fast unerträglich, und Donna wird klar, dass sie etwas unternehmen muss, bevor sie beide an einem Hitzschlag oder an Dehydrierung sterben. Die Fluchtversuche werden jedoch dadurch vereitelt, dass Cujo wiederholt das Auto angreift, dabei ein Fenster zerbricht und Donna sogar beißt. Vic ist besorgt darüber, dass Donna seine Anrufe nicht beantwortet hat, und kehrt zurück, um nach ihr und Tad zu sehen; er muss jedoch feststellen, dass beide verschwunden sind und sein Haus von Kemp verwüstet wurde. Er verdächtigt den besitzergreifenden Kemp der Entführung, aber die Polizei vermutet, dass seine Frau und sein Sohn im Haus der Cambers sein könnten.
Der örtliche Sheriff, George Bannerman, trifft beim Haus des Mechanikers ein und hat ein kurzes Gerangel mit Cujo; bevor er seine Waffe ziehen kann, stößt Cujo ihn vom Steg in der Scheune und zerfleischt ihn zu Tode. Später versucht Donna, zum Haus zu gelangen, um dem dehydrierten und überhitzten Tad Wasser zu bringen, wird aber von Cujo daran gehindert; sie wehrt ihn mit einem Baseballschläger ab, bis dieser bricht und nur noch ein gezackter Griff übrig bleibt. Cujo stürzt sich auf sie und wird von dem zerbrochenen Baseballschläger in den Bauch aufgespießt. Donna nimmt die Waffe des Sheriffs und erwägt, ihn zu erschießen, entscheidet aber, dass es wichtiger ist, Tad zu retten. Nachdem Donna Tad in der Küche wiederbelebt hat, bricht Cujo, der noch lebt, durch das Küchenfenster und versucht, Donna anzugreifen. Donna erschießt Cujo jedoch, bevor Vic eintrifft und mit seiner Familie wieder zusammenkommt.

## Kritik
„Horror-Schocker, der Schrecken nicht aus blutigen Effekten gewinnt, sondern die Angsterwartung des Zuschauers psychologisch einfühlsam steigert. Ein für das Genre ungewöhnlicher Film nach Stephen King, der sich bemerkenswert viel Raum für die Zeichnung des Hintergrundes nimmt.“

## Abweichungen zur Romanvorlage
- King löste seinerzeit einen Sturm des Protestes aus, als er den vierjährigen Tad in der Romanvorlage im Wagen verdursten ließ. Er selbst meinte, Tad sei ihm unter den Fingern weg gestorben (siehe auch den Artikel zum Roman), doch die Leserschaft war so empört, dass Tad in der Filmversion überleben darf.
- King verzichtet auf den in Filmen üblich gewordenen Der-Tote-steht-noch-einmal-auf-Effekt – im Roman stirbt Cujo an der Baseballschläger-Attacke.
- Der Roman legt viel mehr Wert auf die direkte Verbindung von Cujos Leiden und dem Monster, das Tad in seinem Kleiderschrank vermutet, so bekommt der Hund teils gespenstische Züge, worauf schon der Anfang des Buches verweist, da Cujo wie eine Reinkarnation des Frauenkillers Frank Dodd (aus Dead Zone – Das Attentat) eingeführt wird: „Das Ungeheuer stirbt nie. Im Sommer 1980 kam es wieder nach Castle Rock.“
- Einige Passagen des Romans sind aus der Sicht des kranken Hundes geschrieben; dies wurde im Film nicht umgesetzt.

## Deutsche Fassungen
Es existieren drei deutsche Synchronfassungen. Die erste deutsche Synchronfassung entstand bei Cine Adaption GmbH, München. Renate Wolf schrieb das Dialogbuch und führte Regie. Die zweite deutsche Synchronfassung entstand bei der Metz-Neun Synchron Studio und Verlags GmbH, Offenbach am Main. Die dritte deutsche Synchronfassung entstand bei der SDI Media Germany GmbH, Berlin. Boris Tessmann führte Dialogregie. Seit 2013 ist die ungeschnittene Laser-Paradise-Red-Edition-DVD mit der alten, ursprünglichen Synchronisation erhältlich, die es bisher nur auf VHS und als Bootleg gab, mit einer längeren Laufzeit von 94 Minuten. Neue Szenen wurden nachsynchronisiert.
| Figur            | Darsteller        | Deutscher Sprecher | Deutscher Sprecher (VHS 1990er) | Deutscher Sprecher (2017) |
| ---------------- | ----------------- | ------------------ | ------------------------------- | ------------------------- |
| Donna Trenton    | Dee Wallace       | Monica Bielenstein | ?                               | Melanie Hinze             |
| Tad Trenton      | Danny Pintauro    | Sandra Wolf        | ?                               | Claude Heinrich           |
| Vic Trenton      | Daniel Hugh Kelly | Randolf Kronberg   | ?                               | Boris Tessmann            |
| Steve Kemp       | Christopher Stone | Wolfgang Hess      | Renier Baaken                   | Dennis Schmidt-Foß        |
| Joe Camber       | Ed Lauter         | Ulf J. Söhmisch    | Aart Veder                      | Thomas Petruo             |
| Charity Camber   | Kaiulani Lee      | Maddalena Kerrh    | ?                               | Svantje Wascher           |
| Brett Camber     | Billy Jayne       | Ziad Ragheb        | Malte Winkelmann                | Mik Dankou                |
| Gary Pervier     | Mills Watson      | Michael Rüth       | Michael Deckner                 | Detlef Bierstedt          |
| Masen            | Jerry Hardin      | Wilmut Borell      | Helmut Winkelmann               | Uwe Büschken              |
| George Bannerman | Sandy Ward        | Kurt E. Ludwig     | ?                               | Axel Lutter               |

## Wissenswertes
- Die Inspiration zu seinem Roman kam King, als er nach einer Motorradpanne eine abgelegene Werkstatt aufsuchte und ihm ein riesiger Hund begegnete, der nach ihm schnappte, bevor sein Herrchen ihn zurückpfiff.
- Warner Bros. entschied, im Trailer zum Film den Hund mit keinem Wort zu erwähnen; es ist stets nur von einer „unheimlichen Bedrohung“ die Rede.
- Für den Film wurden fünf Bernhardiner herangezogen, je nachdem, was sie besonders gut konnten (Zähnefletschen oder imposant Laufen etc.). Aber auch eine Hundeattrappe und ein Stuntman im Hundekostüm kamen zum Einsatz. Außerdem war für den Fall der Fälle ein Labrador mit Bernhardinerkostüm dabei, der aber letztlich nicht gebraucht wurde.[5]
- Hauptbestandteil des Hunde-Makeups war Maissirup, der den Tieren besonders gut schmeckte; nach wenigen Minuten hatten sie wieder alles abgeleckt.
- Der Film soll an heißen Tagen spielen, so dass Donna mit ihrem Sohn im Auto fast erstickt; doch es regnete fast während der gesamten Dreharbeiten. Die Nachbearbeitungen von Jan De Bont verdienen somit große Anerkennung.
- Dieser Film gehört zu Kings Favoriten, was die Verfilmung seiner eigenen Werke betrifft. Er schreibt: „Cujo hat einige der furchterregendsten Momente, die je auf Film gebannt wurden.“
- Es existieren zwei leicht unterschiedliche Versionen des Films; leichte Abwandlungen finden sich in der Darstellung des außerehelichen Liebespaares.
- Der Film war 1984 von der Academy of Science Fiction, Fantasy & Horror Films für den besten Horrorfilm nominiert, außerdem wurde Danny Pintauro für den Young Artist Award vorgeschlagen; gewonnen hat der Film den Publikumspreis 1987 bei Fantasporto.
- Donna Trentons bzw. Dee Wallaces Seitensprung ist in Wirklichkeit ihr Ehemann Christopher Stone.
- Der kleine Tad wird gespielt von Danny Pintauro, vielen bekannt aus der Serie Wer ist hier der Boss?.

## Neuverfilmung
Im März 2025 wurde bekannt gegeben, dass eine Neuverfilmung für Netflix geplant ist. Roy Lee soll als Produzent den Film verantworten.